# Конрад фон Вартенберг
Конрад фон Вартенберг (на немски: Konrad von Wartenberg; † сл. 1205) е благородник от род фон Вартенберг в Горна Бавария и Баден-Вюртемберг.

## Произход
Той е син на Конрад фон Вартенберг († сл. 1179). Внук е на Конрадус де Вартенберг († сл. 1140). Брат е на Хайнрих фон Вартенберг († пр. 1190).
Дядо е на Конрад фон Вартенберг († 8 февруари 1276/16 юни 1278), който става през 1273 г. ландграф в Баар, син на синът му Хайнрих фон Вартенберг († сл. 1252).
Родът на Вартенбергите изчезва по мъжка линия ок. 1302 г.

## Деца
Конрад фон Вартенберг има пет деца:
- Еглолф фон Вартенберг († сл. 1222)
- Конрад фон Вартенберг († сл. 1278), рицар, има 4 сина
- Хайнрих фон Вартенберг († сл. 1252); има 4 сина и дъщеря
- Юнта фон Вартенберг, омъжена за Айгилварт фон Фалкенщайн
- дъщеря фон Вартенберг, омъжена за Албрехт II фон Буснанг († сл. 1209), син на Албрехт I фон Буснанг († сл. 1180), който е брат на Берхтолд фон Буснанг († 1183), епископ на Констанц (1174 – 1183)